# Joseph Jongen
Joseph Marie Alphonse Nicolas Jongen (ur. 14 grudnia 1873 w Liège, zm. 12 lipca 1953 w Sart-lez-Spa w Walonii) – belgijski kompozytor, organista, pianista i pedagog; uznawany za drugiego po Césarze Francku największego belgijskiego kompozytora.

## Życiorys
W wieku 7 lat został przyjęty do Królewskiego Konserwatorium w Liège, gdzie studiował pod kierunkiem Jeana-Théodore’a Radoux (fuga i kompozycja), Julesa Ghymersa (fortepian) i Charlesa-Marie Danneelsa (organy). W 1891 został organistą Grand Séminaire w Liège, a trzy lata później w Église Saint-Jacques-le-Mineur de Liège; w 1898 zastąpił go na tym stanowisku jego młodszy brat, Léon Jongen.
Joseph Jongen zaczął wcześnie komponować i szybko osiągnął znaczące sukcesy. W 1894 otrzymał pierwszą nagrodę w konkursie ogłoszonym przez Académie Royale de Belgique za Kwartet smyczkowy op. 3, w 1895 zdobył belgijską Prix de Rome za kantatę Callirhoé, a w 1897 belgijską Grand Prix de Rome za kantatę Comala. Nagrodą za Trio op. 10 było czteroletnie stypendium (1898–1902) umożliwiające mu podróż po Europie, która była rodzajem studiów w różnych centrach muzycznych. Nawiązał wtedy osobiste kontakty z Richardem Straussem, Arthurem Nikischem, Paulem Dukasem, Florentem Schmittem, Gabrielem Faurém i Vincentem d’Indym co miało istotny wpływ na rozwój twórczej osobowości Jongena. Skomponował wówczas Symfonię, Kwartet skrzypcowy, Koncert wiolonczelowy i Kwartet fortepianowy.
Po powrocie do Liège został profesorem harmonii i kontrapunktu w tamtejszym konserwatorium. W 1905 przeniósł się do Brukseli, gdzie nauczał w Scola Musicae, belgijskim odpowiedniku Schola Cantorum de Paris d’Indy’ego, równocześnie nadal był wykładowcą w konserwatorium i dojeżdżał do Liège.
W 1914, po wybuchu I wojny światowej wyjechał wraz z rodziną do Anglii. Założył tam z belgijskimi muzykami kwartet fortepianowy, z którym koncertował w całej Anglii. Dawał też solowe koncerty organowe i fortepianowe. Po powrocie do Belgii został profesorem fugi w Konserwatorium Królewskim w Brukseli (w 1920), a następnie dyrektorem tego konserwatorium (1925–1939). Był dwukrotnie dyrektorem Académie Royale de Belgique w Brukseli i członkiem korespondentem Instytutu Francji.

## Odznaczenia
- Wielki Oficer Orderu Leopolda (Belgia)[5]
- Wielki Oficer Orderu Leopolda II (Belgia)[5]
- Komandor Legii Honorowej (Francja)[5]
- Wielki Oficer Orderu Korony (Belgia)[5]
- Wielki Oficer Orderu Świętego Sawy (Jugosławia)[5]
- Komandor Orderu Korony Dębowej (Luksemburg)[5]

## Twórczość
Jego styl osadzony początkowo w późnoromantycznym liryzmie czerpanym od Schumanna, Mendelssohna i Chopina, ewoluował pod wpływem Straussa i d’Indy’ego, a później również i Debussy’ego w kierunku francuskiej lekkości wielobarwnego brzmienia i próby osiągnięcia klasycznego impresjonizmu . W latach 20. starał się zasymilować w swojej muzyce wpływy Strawinskiego i Ravela. W ostatnich latach w jego stylu widoczne jest duchowe pokrewieństwo z muzyką Gabriela Fauré .
Skomponował ok. 250 utworów (137 opusowanych), głównie instrumentalnych. Jest pamiętany przede wszystkim ze względu na muzykę organową (Sonata eroïca, Symphonie concertante). Ważna jest również jego muzyka kameralna (zwłaszcza późniejsze tria, Concert à cinq na flet, skrzypce, altówkę, wiolonczelę i harfę oraz Concerto na kwintet dęty drewniany), a także utwory orkiestrowe (m.in. poematy symfoniczne, uwertury, koncerty na fortepian, organy, skrzypce, wiolonczelę, harfę oraz suity i fantazje). Skomponował liczne utwory instrumentalne, głównie miniatury na różne instrumenty solowe z towarzyszeniem fortepianu oraz operę Félyane (1907, nie ukończ.) i balet S’Arka op. 36 (1910) .